# Redkey
Redkey est une municipalité située dans le comté de Jay, dans l’État de l'Indiana, aux États-Unis. Lors du recensement de 2020, elle comptait 1 100 habitants.